# SpeedTree
SpeedTree – technologia programowania naturalnego zachowania się środowiska, wykorzystywana głównie w grach komputerowych. Została stworzona przez przedsiębiorstwo Interactive Data Visualization.

## Opis
Technika ma za zadanie realistyczne odwzorowanie zachowania się roślinności. Każde drzewo, krzak i trawa zachowują się tak jak w rzeczywistym świecie. Pod wpływem wiatru drzewa się uginają, krzaki szeleszczą a trawa rozstępuje się przed zwierzętami czy graczem. Jest bardzo przydatna programistom, gdyż nie muszą oni od nowa tworzyć zachowania się środowiska, tylko używają gotowej techniki.
System ten został oparty na bibliotekach C++.

## Gry wykorzystujące technologię
- Age of Conan: Hyborian Adventures
- Arcania: Gothic 4
- Batman: Arkham Asylum
- Brothers in Arms: Hell’s Highway[1]
- Call of Duty 3
- Dragon Age: Origins
- Empire: Total War
- Fallout 3
- Fatal Inertia
- Gears of War 2
- Gears of War 3
- Gothic 3[1]
- Gothic 3: Zmierzch bogów[1]
- Grand Theft Auto IV
- Hitman
- Hitman 2
- Resistance: Fall of Man[1]
- Risen
- Saints Row
- Savage 2: A Tortured Soul
- The Elder Scrolls IV: Oblivion[1]
- Trials Evolution
- Unreal Tournament 3
- Wiedźmin
- Wiedźmin 2: Zabójcy królów
- Wiedźmin 3: Dziki Gon
- World in Conflict